# Брэтуэйт, Райан
Ра́йан Брэ́туэйт (англ. Ryan Brathwaite; 6 июня 1988, Бриджтаун) — барбадосский легкоатлет, чемпион мира в беге на 110 метров с барьерами.

## Карьера
Первым международным соревнованием Райана стал чемпионат мира среди юношей в 2005 году. Там он выиграл серебряную медаль. В 2007 Брэтуэйт стал 4-м на Панамериканских играх, а на чемпионате мира в полуфинале занял последнее, 24-е место.
На Олимпийских играх в Пекине Райан не прошёл дальше полуфинала. На следующем мировом первенстве он победил, установив национальный рекорд, а в 2011 не сумел выйти в полуфинал. На Олимпиаде в Лондоне Брэтуэйт в финале занял 5-е место.

## Личная жизнь
Не имеет родственных связей с Шейном Брэтуэйтом, другим барбадосским барьеристом, выступавшим в то же время в той же дисциплине.